# St. Martin (Dünschede)

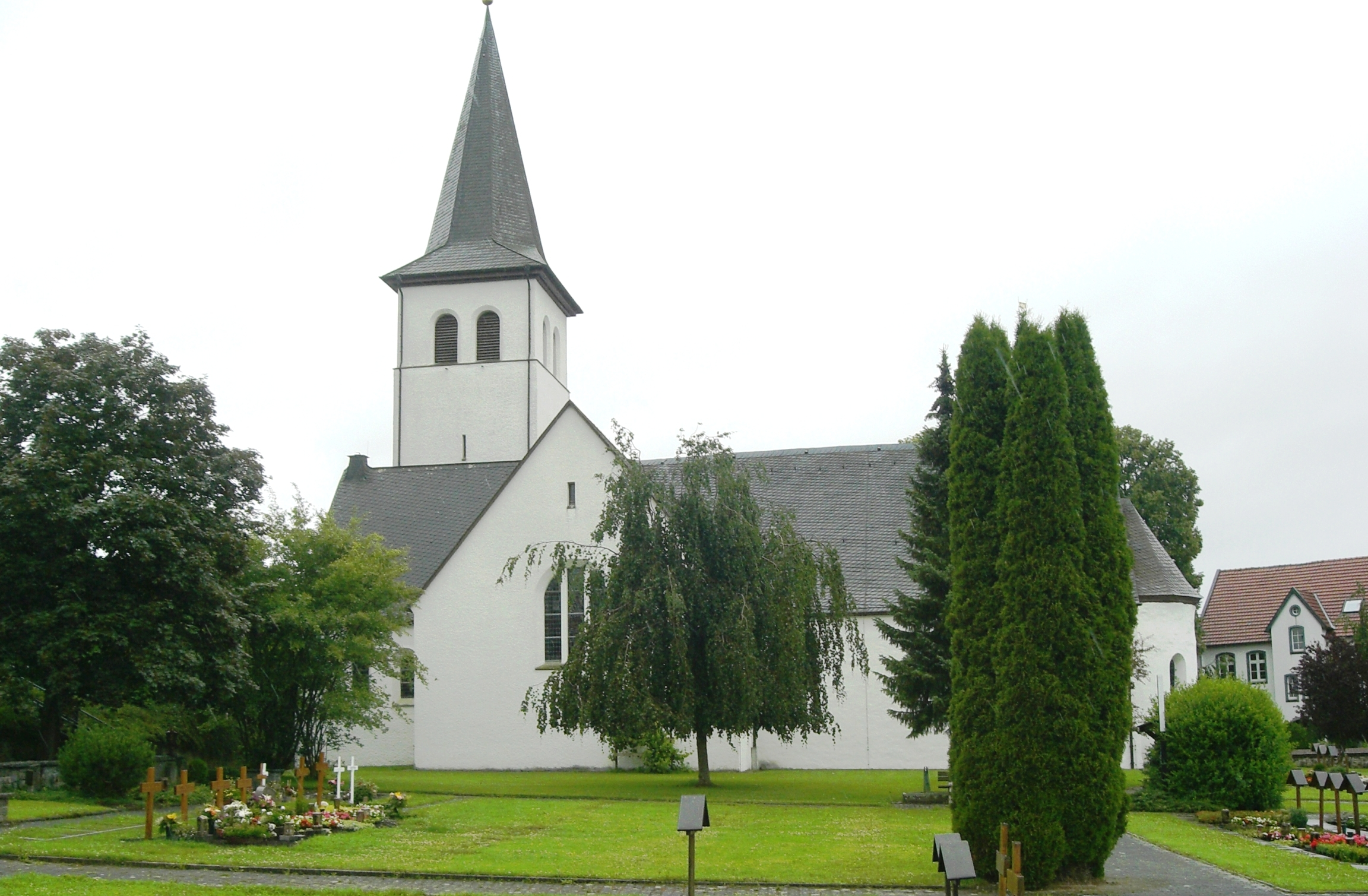
Seitenansicht von St. Martin mit Teilen des Friedhofs

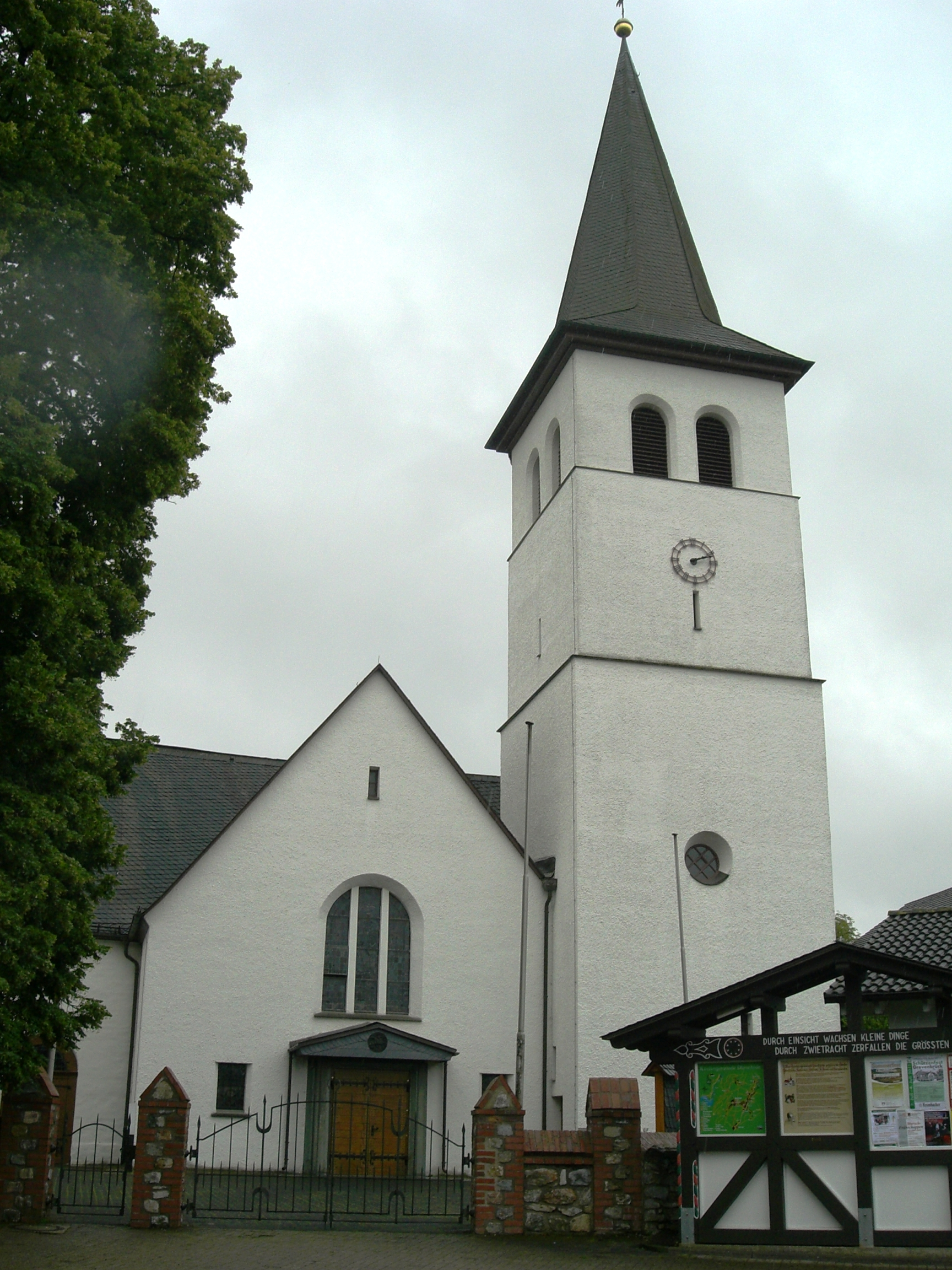
St. Martin

Die katholische Pfarrkirche St. Martin ist ein denkmalgeschütztes Gebäude in Dünschede, einem Ortsteil der Stadt Attendorn, im Kreis Olpe, in Nordrhein-Westfalen.

## Geschichte und Architektur

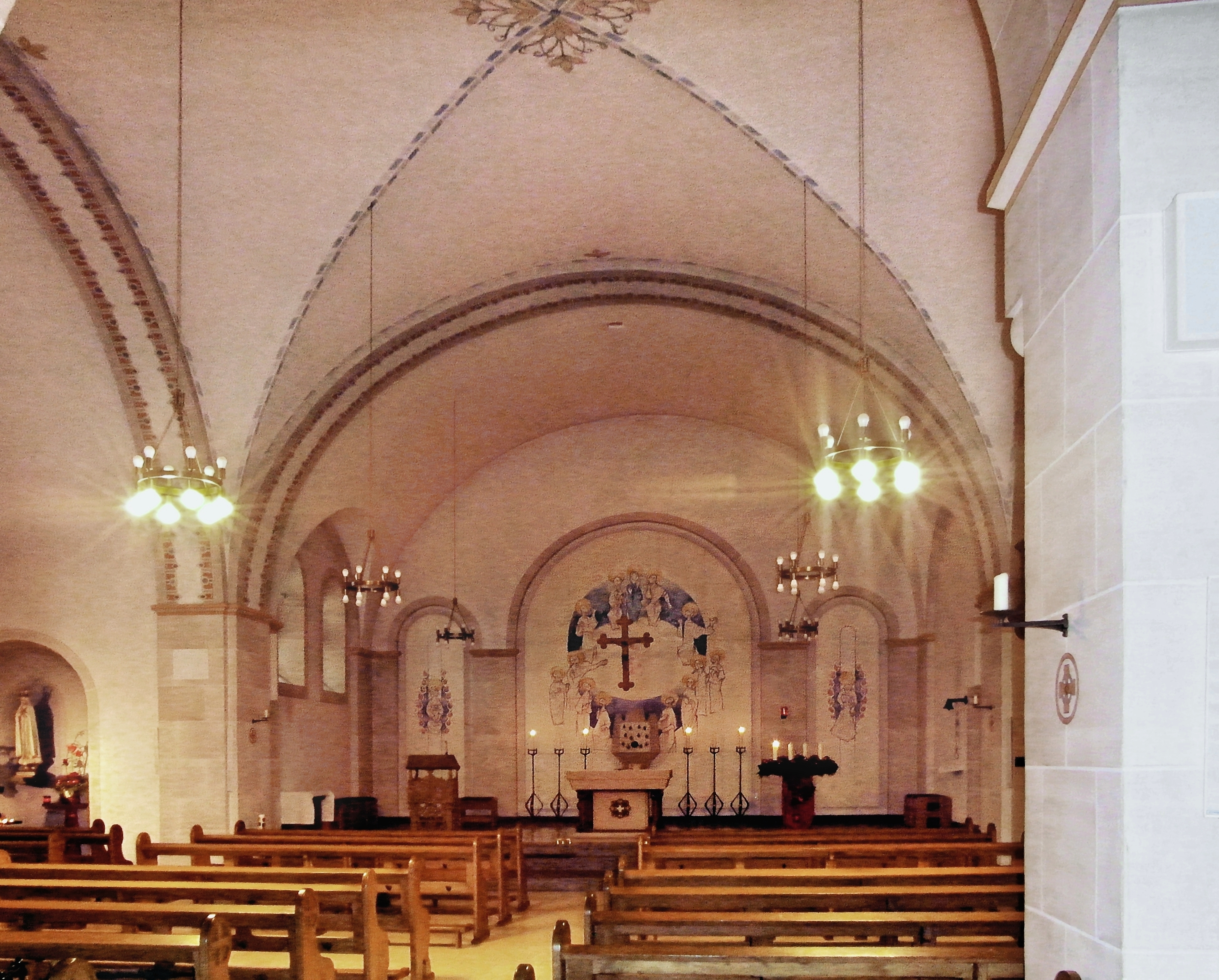
Erleuchteter Innenraum von St. Martin

Die ursprüngliche Kirche wurde wohl schon im 11. Jahrhundert als Saalkirche mit rechteckigem Chor erbaut, Hinweise aus Grabungen in 1974 sprechen dafür.
Das Gebäude ist eine kleine romanische Hallenkirche von drei Jochen. Sie wurde in der zweiten Hälfte des 13. Jahrhunderts errichtet. Der Innenraum ist 8,8 × 12 m groß. Das Gebäude mit halbrunder Apsis wurde aus Bruchstein gemauert und später weiß verputzt. 1924 wurde die Kirche nach Westen erweitert. Der romanische Bau blieb erhalten, der zerstörte Turm wurde wieder aufgemauert. In den neunziger Jahren des zwanzigsten Jahrhunderts wurde die Kirche aufwändig renoviert. Die Halle wird geprägt von sockellosen Rundpfeilern und gratigen Kreuzgewölben. Bemerkenswert sind freigelegte Reste romanischer Wandmalereien mit u. a. Szenen aus dem Leben Jesu und des hl. Martin.

## Ausstattung
- Im Chorraum eine Wandmalerei von den Leverkusener Künstlern Paul Weigmann und Werner. Es werden die Pfingstszene sowie der Kirchenpatron hl. Martin und die Dorfpatronin St. Agatha gezeigt.
- Holzfiguren aus dem 16. Jahrhundert: Anna selbdritt, hl. Barbara und barocke Figur des hl. Martin.[1]